# Cincorunia
Cincorunia là một chi bướm đêm thuộc phân họ Tortricinae của họ Tortricidae.

## Các loài
- Cincorunia uncicornia Razowski & Becker, 2002